# إلين كليمنتين هاورث
إلين كليمنتين هاورث (بالإنجليزية: Ellen Clementine Howarth)‏ (17 مايو 1827، كوبرستاون في الولايات المتحدة - 23 ديسمبر 1899، ترنتون في الولايات المتحدة)؛ كاتِبة وشاعرة أمريكية.